# Campionat tocantinense

Campionat tocantinense / Tocantins

El campionat tocantinense és una competició futbolística de l'estat de Tocantins.
És organitzat per la Federação Tocantinense de Futebol, la qual fou creada el 7 d'abril de 1990 amb l'organització de clubs i lligues de l'antiga regió nord de Goiás i el patrocini i execució del primer Campionat Estatal de Futbol Amateur de Tocantins (Copa Tocantins). El 1993, la FTF va presentar els seus èxits dels seus dos anys d'existència a la Confederació Brasilera de Futbol (CBF) i va proposar la professionalització del futbol a l'estat. La proposta va ser aprovada, permetent als equips de Tocantins participar en competicions nacionals organitzades per la CBF. Aquell mateix any, la FTF va aconseguir l'organització del primer campionat de futbol professional a Tocantins.

## Format
Primera divisió:
- Primera fase
  - Lliga a una volta entre tots els clubs.
- Segona fase
  - Eliminatòries entre els sis primers classificats (1r vs 6è, 2n vs 5è, 3r vs 4t).
- Tercera fase
  - Lliga a doble volta entre tots els clubs amb partits a casa i a fora, entre els tres campions de la segona fase, i el millor perdedor.
- Quarta fase
  - Final a doble volta entre els dos primers de la tercera fase. El vencedor esdevé campió.

## Campions
Font:
Era amateur
- 1989:  Kaburé (1)
- 1990:  Tocantinópolis (1)
- 1991:  Kaburé (2)
- 1992:  Intercap (1)

Era professional
- 1993:  Tocantinópolis (2)
- 1994:  União Araguainense (1)[a]
- 1995:  Intercap (2)[b]
- 1996:  Gurupi (1)
- 1997:  Gurupi (2)
- 1998:  Alvorada (1)
- 1999:  Interporto (1)
- 2000:  Palmas (1)
- 2001:  Palmas (2)
- 2002:  Tocantinópolis (3)
- 2003:  Palmas (3)
- 2004:  Palmas (4)
- 2005:  Colinas (1)
- 2006:  Araguaína (1)
- 2007:  Palmas (5)
- 2008:  Tocantins (1)
- 2009:  Araguaína (2)
- 2010:  Gurupi (3)
- 2011:  Gurupi (4)
- 2012:  Gurupi (5)
- 2013:  Interporto (2)
- 2014:  Interporto (3)
- 2015:  Tocantinópolis (4)
- 2016:  Gurupi (6)
- 2017:  Interporto (4)
- 2018:  Palmas (6)
- 2019:  Palmas (7)
- 2020:  Palmas (8)
- 2021:  Tocantinópolis (5)
- 2022:  Tocantinópolis (6)
- 2023:  Tocantinópolis (7)
- 2024:  União AC (2)
- 2025:  União AC (3)

1. ↑  La União Araguainense i la União Carmolandense és es fusionaren en União Atlético Clube.
2. ↑  Intercap esdevingué posteriorment Paraíso EC.

## Títols per equip
- Palmas Futebol e Regatas (Palmas) 8 títols
- Tocantinópolis Esporte Clube (Tocantinópolis) 7 títols
- Gurupi Esporte Clube (Gurupi) 6 títols
- Interporto Futebol Clube (Porto Nacional) 4 títols
- União Atlético Clube (Araguaína) 3 títols
- Araguaína Futebol e Regatas (Araguaína) 2 títols
- Kaburé Esporte Clube (Colinas do Tocantins) 2 títols
- Paraíso Esporte Clube (Paraíso) 2 títols
- Associação Atlética Alvorada (Alvorada) 1 títol
- Colinas Esporte Clube (Colinas do Tocantins) 1 títol
- Tocantins Futebol Clube (Palmas) 1 títol